# Mori Takeshi

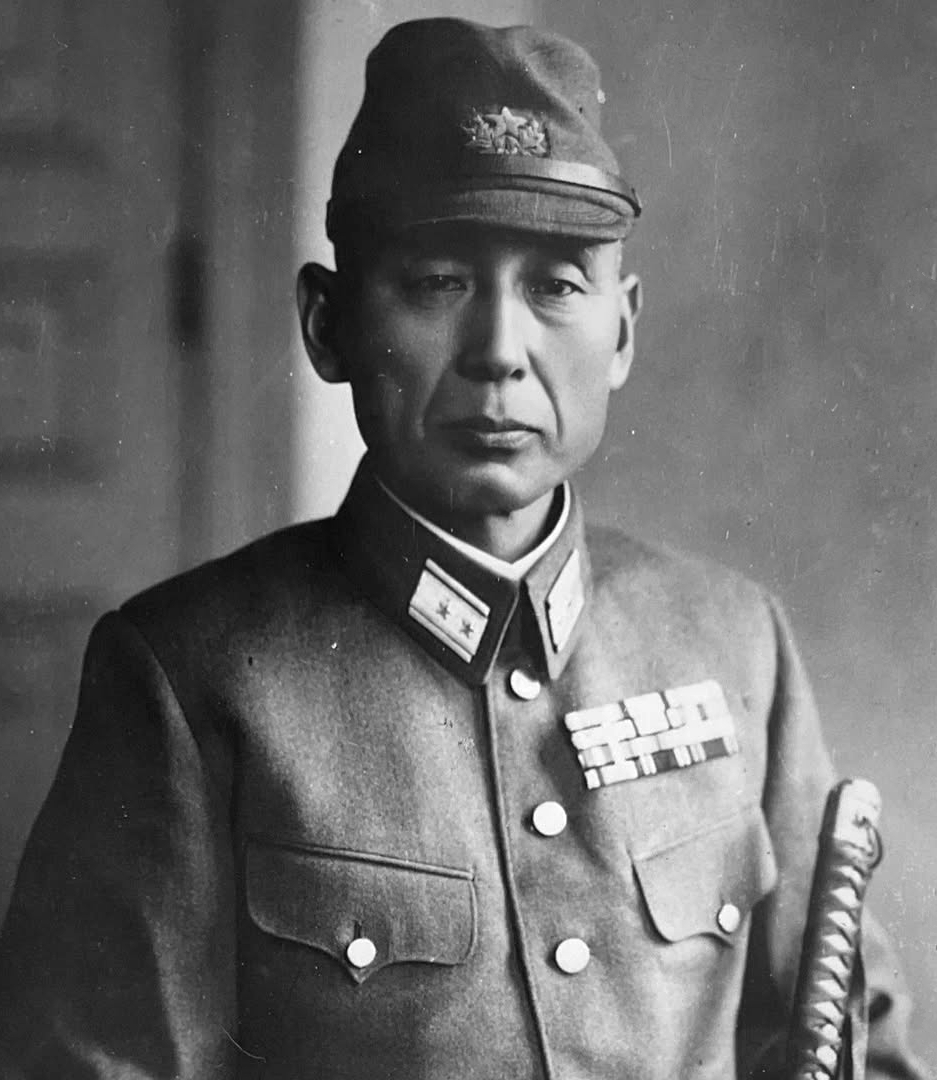
Mori Takeshi

Generalleutnant Mori Takeshi (jap. 森 赳; * 25. April 1894 in der Präfektur Kōchi; † 15. August 1945) war zum Ende des Zweiten Weltkriegs der Befehlshaber der ersten Division der kaiserlichen Garde der japanischen Armee. Er wurde von Putschisten, die den kaiserlichen Palast und das Gebäude des kaiserlichen Hofamtes eroberten, um eine Ausstrahlung der Kapitulationsrede von Kaiser Hirohito zu verhindern, ermordet.

## Leben
1916 graduierte Mori mit der 28. Klasse der Heeresoffizierschule, spezialisiert auf Kavallerie, sowie 1927 an der Heereshochschule.
Von 1935 bis 1937 und 1938 bis 1941 unterrichtete Mori an der Heereshochschule. 1941 wurde er Generalmajor. Mit dem Ausbruch des zweiten japanisch-chinesischen Kriegs wurde Mori von 1937 bis 1938 als Stabsoffizier in der ersten japanischen Armee eingeteilt. 1941 kehrte er als stellvertretender Stabschef der 6. japanischen Armee in Mandschukuo aufs Festland zurück und wurde 1942 zum Stabschef befördert. 1943–1944 war er stellvertretender Befehlshaber der Kempeitai und von 1944 bis 1945 war er Stabschef der 19. japanischen Armee.
1945 wurde Mori zum Generalleutnant befördert, und am 7. April 1945 wurde ihm das Kommando der ersten Division der kaiserlichen Garde übertragen. Die Hauptverantwortung dieser prestigeträchtigen Division war das Beschützen der kaiserlichen Familie.
Nach der Entscheidung Japans zur Kapitulation bekam Mori kurz nach Mitternacht am 15. August 1945 Besuch von Major Hatanaka Kenji und den Oberstleutnants Ida Masataka und Shiizaki Jirō. Die drei versuchten, seine Unterstützung zur Isolation des Kaiserpalasts zu bekommen und dadurch die Veröffentlichung der Kapitulation zu verhindern. Ungefähr um 1:30 Uhr verließen Ida und Shiizaki den Raum, und nachdem sich Mori mehrmals geweigert hatte, wurde er von Hatanaka Kenji erschossen. 
Moris Siegel wurde dann auf mehrere gefälschte Befehle gesetzt. Da Hatanaka jedoch weder über hochrangige Unterstützung verfügte noch die Aufnahmen fand, gab Hatanaka seinen Putschversuch auf und erschoss am Morgen des 15. August 1945 erst Shiizaki Jirō und dann sich selbst. Obwohl der Staatsstreich fehlschlug, kamen die Verschwörer dem Punkt, den Krieg zu verlängern, gefährlich nahe.